# كثيب لفرانك هربرت
كثيب لفرانك هربرت (بالإنجليزية: Frank Herbert's Dune) هو مسلسل تلفزيوني خيال علمي قصير صدر عام 2000، مقتبس من رواية تحمل نفس الاسم لفرانك هربرت عام 1965. وقد كتبه للشاشة وأخرجه جون هاريسون، وبطولة أليك نيومان بدور بول آتريديز، وويليام هيرت في دور الدوق ليتو آتريديز، وساسكيا ريفز بدور الليدي جيسيكا، إلى جانب إيان ماكنيس وجولي كوكس وجيانكارلو جيانيني. كان إنتاجًا مشتركًا دوليًا بين شبكة الكابل الأمريكية ساي فاي وشركات في ألمانيا وكندا وإيطاليا. هذا هو ثاني فيلم مقتبس عن رواية هربرت، بعد فيلم عام 1984 الذي أخرجه ديفيد لينش، ويسبق فيلم ديني فيلنوف المكون من جزأين (2021 و2024).
تم بث المسلسل لأول مرة في ثلاثة أجزاء، بدءًا من 3 ديسمبر 2000. تم إصداره على قرص دي في دي في عام 2001 بواسطة آرتسن إنترتينمنت، مع ظهور نسخة مخرج مطولة في عام 2002. تلقى مراجعات إيجابية بشكل عام، وأشاد به كل من النقاد والجمهور لإخلاصه لرواية هربرت. تم ترشيح المسلسل لثلاث جوائز إيمي برايم تايم وفاز باثنتين، جائزة إيمي برايم تايم لأفضل تصوير سينمائي لمسلسل محدود أو فيلم وجائزة إيمي برايم تايم لأفضل تأثيرات بصرية خاصة.
تستمر القصة في مسلسل قصير تكميلي صدر عام 2003 بعنوان ذرية كثيب لفرانك هربرت، مقتبسًا من الروايتين الثانية والثالثة في السلسلة (رواية مسيح كثيب الصادرة عام 1969 وتكملتها بعنوان ذرية كثيب صدرت عام 1976). كلا المسلسلين القصيرين من بين البرامج الأعلى تقييمًا على الإطلاق التي تم بثها على قناة ساي فاي.

## وصلات خارجية
- كثيب لفرانك هربرت على موقع IMDb (الإنجليزية)
- كثيب لفرانك هربرت على موقع ميتاكريتيك (الإنجليزية)
- كثيب لفرانك هربرت على موقع نتفليكس (الإنجليزية)
- كثيب لفرانك هربرت على موقع Turner Classic Movies (الإنجليزية)
- كثيب لفرانك هربرت على موقع أول موفي (الإنجليزية)
- كثيب لفرانك هربرت على موقع فيلمافينيتي (الإسبانية)
- كثيب لفرانك هربرت على موقع ليتربوكسد (الإنجليزية)
- كثيب لفرانك هربرت على موقع كينوبويسك (الروسية)
- كثيب لفرانك هربرت على موقع ألو سيني (الفرنسية)
- كثيب لفرانك هربرت على موقع قاعدة بيانات الفيلم (الإنجليزية)